# Kevin Haller
Kevin Haller (* 5. Dezember 1970 in Trochu, Alberta) ist ein ehemaliger kanadischer Eishockeyspieler, der im Verlauf seiner aktiven Karriere zwischen 1989 und 2001 unter anderem 706 Spiele für die Buffalo Sabres, Canadiens de Montréal, Philadelphia Flyers, Hartford Whalers, Carolina Hurricanes, Mighty Ducks of Anaheim und New York Islanders in der National Hockey League auf der Position des Verteidigers bestritten hat. Seinen größten Karriereerfolg feierte Haller in Diensten der Canadiens de Montréal mit dem Gewinn des Stanley Cups im Jahr 1993.

## Karriere
Kevin Haller begann seine Karriere als Eishockeyspieler bei den Regina Pats, bei denen er von 1987 bis 1990 in der kanadischen Western Hockey League aktiv war. Während des NHL Entry Draft 1989 wurde er in der ersten Runde an 14. Position von den Buffalo Sabres ausgewählt. Nachdem der Verteidiger ein Jahr bei den Regina Pats und ein Jahr bei den Rochester Americans – dem damaligen Farmteam der Buffalo Sabres – gespielt hatte, wurde er in der Saison 1990/91 in den Profikader der Buffalo Sabres aufgenommen. Er bestritt 21 Partien in der National Hockey League, in denen ihm neun Scorerpunkte gelangen. Kurz vor der Trade Deadline der Spielzeit 1991/92 wurde der Verteidiger im Austausch für Petr Svoboda zu den Canadiens de Montréal transferiert. 
In den folgenden zwei Jahren gehörte er bei den Canadiens zum Stammpersonal und absolvierte in den Spielzeiten 1992/93 und 1993/94 73 respektive 68 Partien in der NHL. Zudem gewann er 1993 mit der Mannschaft den prestigeträchtigen Stanley Cup. Das Management der Canadiens gab ihn nach dem Saisonende im Juni 1994 im Austausch für Yves Racine an die Philadelphia Flyers ab. Bei den Flyers spielte Kevin Haller rund zweieinhalb Jahre, in denen seinem Team zwei Mal der Einzug in die Play-offs gelang. Nachdem er dort in der ersten Saison nur 36 Spiele bestritten hatte, lief er in der Saison 1995/96 in 69 Partien für die Flyers auf. In der folgenden Spielzeit absolvierte er noch 27 Spiele bei den Flyers, bevor er zu den Hartford Whalers geschickt wurde. Bei den Whalers brachte er es auf 35 Einsätze und erreichte insgesamt acht Scorerpunkte, bevor das Team umgesiedelt wurde und seinen Namen in Carolina Hurricanes änderte. 
Bei den Hurricanes absolvierte der Verteidiger 65 Partien und sammelte acht Punkte. Zu Beginn der Saison 1998/99 gaben die Hurricanes den Linksschützen zusammen mit Stu Grimson im Austausch für Dave Karpa an die Mighty Ducks of Anaheim ab. Bei den Ducks konnte sich Haller etablieren und gehörte während der folgenden zwei Spieljahre zum Stammkader. Er bestritt insgesamt 153 Partien, in denen er 15 Scorerpunkte für die Kalifornier erzielte. Am Ende der Spielzeit 1999/2000 erhielt er von den Ducks keinen neuen Vertrag und blieb zunächst vereinslos. Im Juli 2000 fand er einen neuen Arbeitgeber, als ihn die New York Islanders unter Vertrag nahmen. Bei den Islanders spielte der Kanadier zwei Jahre und ließ dort seine Karriere ausklingen. Für die Islanders bestritt er nur 31 NHL-Partien, da er in den letzten zwei Jahren seiner Karriere aufgrund mehrerer Verletzungen oft ausfiel. Nach dem Ende des Spieljahres 2001/02 beendete er seine aktive Karriere.

### International
Haller vertrat sein Heimatland Kanada bei der Junioren-Weltmeisterschaft 1990 und gewann mit dem Team die Goldmedaille. Er selbst verbuchte in sieben Turnierspielen vier Scorerpunkte sowie acht Strafminuten. Es war das einzige internationale Turnier, an dem er in seiner Karriere teilnahm.

## Erfolge und Auszeichnungen
- 1990 WHL First All-Star Team
- 1990 Bill Hunter Memorial Trophy
- 1993 Stanley-Cup-Gewinn mit den Canadiens de Montréal

### International
- 1990 Goldmedaille bei der Junioren-Weltmeisterschaft

## Karrierestatistik

### International
Vertrat Kanada bei:
- Junioren-Weltmeisterschaft 1990

(Legende zur Spielerstatistik: Sp oder GP = absolvierte Spiele; T oder G = erzielte Tore; V oder A = erzielte Assists; Pkt oder Pts = erzielte Scorerpunkte; SM oder PIM = erhaltene Strafminuten; +/− = Plus/Minus-Bilanz; PP = erzielte Überzahltore; SH = erzielte Unterzahltore; GW = erzielte Siegtore; 1 Play-downs/Relegation; Kursiv: Statistik nicht vollständig)